# جورج فيسك
جورج فيسك (بالإنجليزية: George Fiske)‏ هو مصور أمريكي، ولد في 22 أكتوبر 1835، وتوفي في 21 أكتوبر 1918 في منتزه يوسيميتي الوطني في الولايات المتحدة.